# 底特律老虎
底特律老虎（英語：Detroit Tigers），是美國職棒大聯盟中，隸屬於美國聯盟的棒球隊伍之一。主場位於密歇根州的底特律，隸屬於美國聯盟中區。
1894年，老虎於威斯康辛州密爾沃基作為青年西部聯盟的一員創建。該聯盟在1900年改名為美國聯盟，1901年成為成年棒球聯盟。而老虎是原西部聯盟創始成員中唯一一個還留在原來城市的隊伍。截至2019年為止，他們總共拿下4次世界大賽冠軍（1935年、1945年、1968年、1984年）以及11次美聯冠軍。而2011年到2014年，他們連續4年在美聯中區封王。
截至2019年為止，隊史的總戰績是9346勝9141敗。

## 歷史

### 廿世紀初
1901年：創隊初期

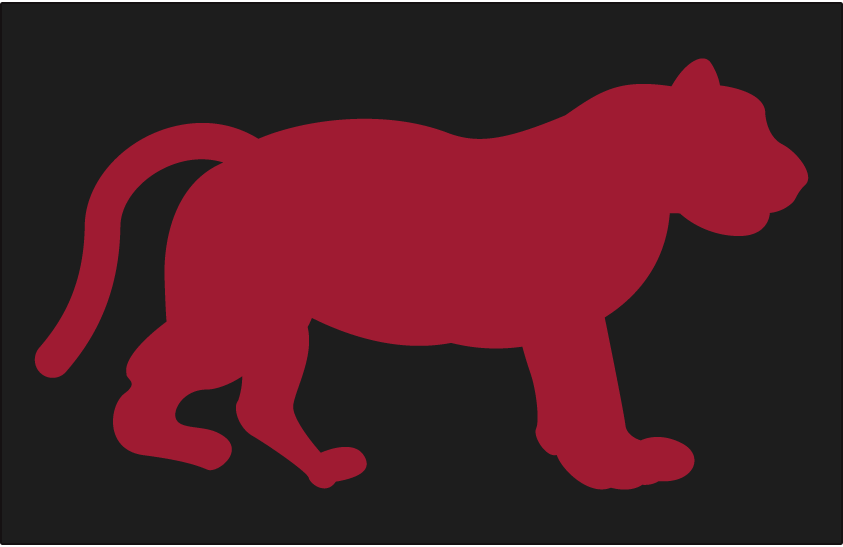
標誌 (1901年至1902年)

1894年，一支名為底特律俱樂部的棒球隊早已在西部聯盟比賽。早在此時，球隊就已經被球迷稱為「老虎」。據說有關老虎隊隊名的由來是當年的老闆Walter Briggs Sr.從球員的吊襪和橙黑相間的條紋中聯想到的。不過最可信的說法是1890年代末有一隻名為「Tiger」的軍隊駐紮在密西根州而得名。1890年代末《底特律自由新聞》（Detroit Free Press）是最早使用「老虎」來稱呼球隊的媒體。
1901年，西部聯盟改組為美國聯盟,球隊正式命名為底特律老虎。老虎隊也成為美國聯盟創始的八支球隊之一。在4月25日隊史第一場比賽面對密爾瓦基釀酒人（巴爾的摩金鶯的前身，和現今的密爾瓦基釀酒人沒有關係）以14：13贏得隊史首勝。1901年開季後老虎隊也拿下五連勝的佳績，並在這年獲得74勝61負的成績，以第三名結束隊史在美國聯盟的第一個球季。
1905年：柯布時代展開

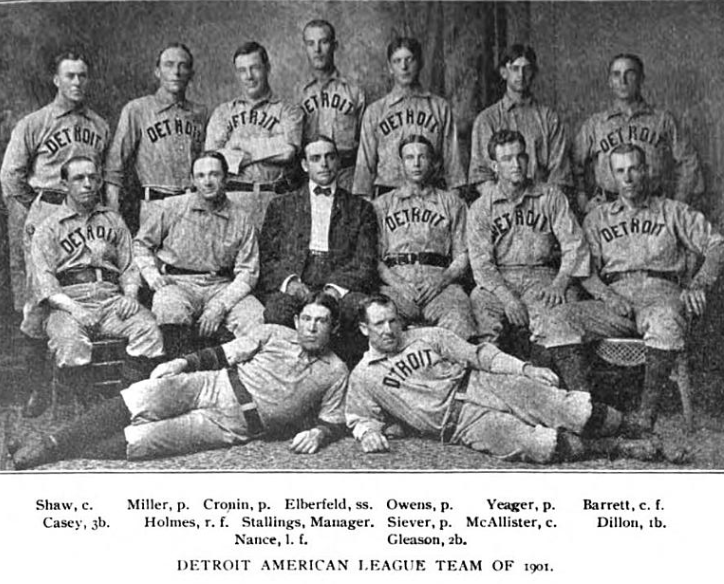
1901年，底特律老虎球員合照。

泰·柯布自這年起開始在大聯盟展露頭角，雖然新人年的表現普通，但是隔年起柯布開始展現他強悍的打擊技巧，自此連續23年打擊率都超過三成，至今仍是無人能突破的紀錄。柯布在球場上一直是個拼命三郎，除了打擊技巧好，他還以著名的侵略式滑壘讓對方的野手聞風喪膽，過人的膽識也讓他生涯留下史上最多的54次盜本壘成功。在1926年以前，他的生涯都是在老虎度過，自1907年起他達成了美聯打擊王9連霸、8次安打王（1907－1909、1911、1912、1915、1979、1919）及六次盜壘王（1907、1909、1911、1915－1917）。而值得一提的是，在那個全壘打還不盛行的年代，柯布曾在1909年以單季「9支」全壘打拿下全壘打王。
1907年：首次進軍世界大賽
1907年，老虎以92勝58負1.5場的勝差壓過費城運動家拿下美聯冠軍。他們在世界大賽的對手是芝加哥小熊。第一場兩隊在12局打完後平手和局，接著後面四場老虎全輸，將冠軍讓給小熊。在世界大賽五場比賽裡，老虎團隊僅3發全壘打。這個球季泰·柯布以.350的打擊率拿下打擊王，當時他只有20歲，是最年輕的獲獎人。
1908年：第二次世界大賽

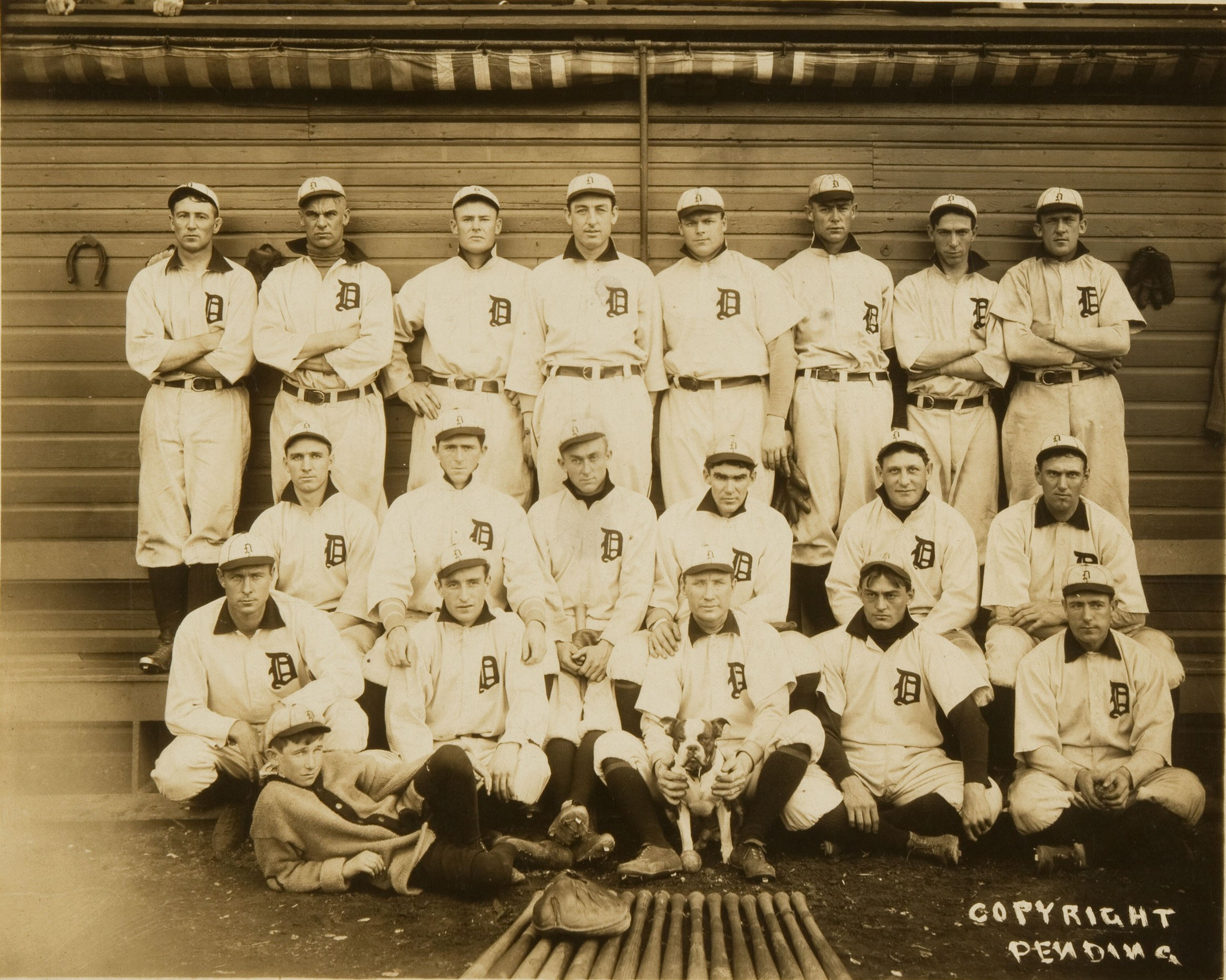
於1907年獲得首個美國聯盟冠軍。

1908年，老虎和克里夫蘭納普戰績互咬，最後老虎以90勝64負壓過納普的90勝65負。該年柯布的打擊率為3成24，克勞佛的打擊率為3成11。世界大賽又遇到去年的對手小熊，誓言雪恥的老虎渴望獲得隊史首冠，無奈他們只贏了第3場，最後小熊2連霸拿下冠軍。
1909年：第三次世界大賽
1909年，老虎以3.5場勝差擊敗運動家再度拿下美聯冠軍。柯布拿下打擊三冠王，George Mullins單季29勝8敗，防禦率僅2.22。而Mullins的開季11連勝也一度成為老虎隊史紀錄，這項紀錄直到2013年才被麥斯·薛澤以13連勝打破。

### 1935年：第一個世界大賽冠軍
1935年，老虎以93勝58敗領先第2名的紐約洋基3場勝差，拿下美聯冠軍，這是球隊第5次進入世界大賽，前4次皆無緣拿下冠軍。老虎隊在1935年世界大賽的對手為芝加哥小熊，以4勝2敗拿下隊史的第1個世界大賽冠軍。球隊在世界大賽的先發輪值有名人堂選手漢克·格林伯格、米奇·寇克蘭、Goose Goslin和查理·蓋林傑。

### 1945年：山羊魔咒下的冠軍
1945年，二次世界大戰結束後，主力球員漢克·格林伯格歸隊，再加上投手Hal Newhouser貢獻25勝，使得老虎在球季結束後以88勝65負僅1.5場勝差贏過華盛頓參議員。世界大賽遭遇的又是小熊隊。雙方熬戰7場比賽，由老虎勝出，奪得隊史第二冠。當年世界大賽第四戰，正好發生歷史上著名的「山羊魔咒」事件。
山羊魔咒起自一位死忠的小熊球迷－比利·塞尼斯（Billy Sianis）所下的毒誓。他在1945年世界大賽第四戰到小熊主場為球隊加油，結果因為他所攜帶入場的山羊被觀眾嫌臭，所以被驅逐出場。事後塞尼斯去找小熊老闆P.K. Wrigley理論，卻反遭侮辱。忿恨不平的塞尼斯遂發下毒語：「小熊隊將輸掉今年的世界大賽，且將永遠無法獲得世界大賽冠軍」。結果小熊竟然真的在第七戰被老虎打敗。而這項「魔咒」直到2016年小熊再次拿下世界大賽冠軍才宣告破除。

### 1968年：第三次世界大賽冠軍
這年老虎拿下103勝59負的戰績，是美國聯盟最佳的。然而這年的團隊打擊僅有.235。關鍵在於表現出色的先發投手輪值，光是Denny McLain一人就負擔了336局，並投出31勝。Mickey Lolich該季則投出17勝，Earl Wilson投出13勝，Joe Sparma也有10勝的表現
老虎在世界大賽遭遇的對手是先前已拿過8次冠軍的國聯名門聖路易紅雀。第一場由Denny McLain對上該年的國聯防禦率王-Bob Gibson，結果老虎全隊被Gibson三振了17次，以0：4不敵紅雀。第二場老虎則扳回一城，以8：1勝利，Norm Cash、Willie Horton，甚至是投手Mickey Lolich都打出了全壘打。
第三場和第四場回到底特律遭逢二連敗，尤其是第四場還以1：10慘輸對手。老虎面臨遭紅雀聽牌的窘境，第五場一開局Mickey Lolich就先失掉三分，不過他馬上回穩，並靠著「老虎先生」艾爾·卡萊恩的致勝安打與外野手Willie Horton開賽關鍵的外野長傳阻殺快腿Lou Brock於本壘前，這徹底阻止紅雀的進攻士氣，使老虎以5：3逆轉，將戰線延長。第六戰在艾爾·卡萊恩及Jim Northrup的開轟帶領下以13：1大比分擊敗紅雀。
第七戰遭遇的是先前已在世界大賽對老虎拿下2勝的Bob Gibson。結果老虎從他手中拿下4分。老虎的先發投手Mickey Lolich完投9局，雖然在九局下挨了一發全壘打失一分，但讓最後一個出局者擊出一個捕手後方的界外飛球出局，老虎隊便在紅雀的主場拿下隊史第三座世界大賽冠軍。Mickey Lolich也因為他在世界大賽中獨拿3勝的表現下，獲得此屆世界大賽的MVP。
Denny McLain在季後得到賽揚獎與年度MVP，為老虎隊史第一個賽揚獎投手，也是大聯盟自1952年以來第一位能同時獲得賽揚獎與年度MVP的球員，並於隔年再次掄元賽揚獎。此時的McLain儼然已成為老虎隊的王牌投手，然而他的投球實力卻在1970年急遽衰退，最後被交易到華盛頓參議員。

### 1972年：第一個東區冠軍
1970年，老虎以79勝83負的成績作收，只在東區排名第四名。而這年球季王牌投手Denny McLain的成績慘澹，只出賽14場，且僅拿下3勝。運動畫刊在1970年披露McLain曾在外涉賭，雖然他本人表示不是賭棒球，但退化的成績及場外的醜聞使球團及力想把他送走。最後McLain被交易到華盛頓參議員，老虎獲得投手Joe Coleman、游擊手Eddie Brinkman及三壘手Aurelio Rodríguez，這些球員後來都成為老虎在1972年奪得東區冠軍陣容中的先發選手。
1972年球季在開始時，老虎便很穩定的排名在首位，到球季結束以後以86勝70負、半場的勝差贏過波士頓紅襪，拿下美聯東區冠軍。Brinkman在今年雖然只有0.205的打擊率，但是在守備上有精彩的表現，728次的防守機會中只有7次失誤（0.990的守備成功率），並且連續72場比賽都沒有發生失誤。拿下1968年世界大賽MVP的Mickey Lolich本季表現依舊穩定，他贏得了22勝。透過交易獲得的Joe Coleman也拿下19勝，季中從費城人那獲得的Woodie Fryman來到老虎後繳出10勝3負、防禦率2.06的佳績，這些投手都成為當年得以挺進季後賽的關鍵。1972年的美國聯盟冠軍賽，老虎的對手為西區冠軍奧克蘭運動家，雙方大戰5場，最後是由運動家以3勝2敗擊敗老虎。

### 1974年：老虎先生退休
艾爾·卡萊恩在老虎效力了22年，生涯曾連續13年入選明星賽（1955年至1967年間，還有另外兩次是在1971年與1974年）、10度獲得金手套獎（1957年至1959年、1961年至1967年），1955年他以200支安打與.340的打擊率獲得年度安打王與打擊王。在該年達成生涯3000安後，他決定宣布退休。之後他便擔任老虎隊的球賽播報員。

### 1977年－1979年：Sparky Anderson下的「四隻幼虎時代」展開
捕手藍斯·帕瑞許（Lance Parrish）、二壘手盧·惠特科爾（Lou Whitaker）、游擊手艾倫·崔默（Alan Trammell）與投手傑克·莫里斯（Jack Morris）在1977年一起升上大聯盟。盧·惠特科爾與艾倫·崔默爾在登上大聯盟後後有長達19年的時間擔任老虎隊的二游搭檔，光是兩人共同出賽的場次就高達1918場，參與雙殺的次數也是大聯盟歷代二游搭檔中最多的。惠特科爾在1978年拿到新人王，1983－1985年拿下二壘金手套獎與銀棒獎（1987年再次獲得銀棒獎），1983－1987連續五年入選明星賽。他生涯最佳的球季是在1983年，該年出賽161場，擊出206支安打、12轟、72分打點、17次盜壘與.320的打擊率。艾倫·崔默曾六度入選明星賽（1980、1984、1985、1987、1988、1990），拿過四座金手套（1980、1981、1983、1984）與三座銀棒獎(1987、1988、1990），另外他也是1984年世界大賽的MVP。藍斯·帕瑞許是在1974年第一輪被選進來的強打捕手，生涯六度以老虎球員的身分入選明星賽（1980、1982~1986），連續三座銀棒獎(1983－1985）與五次金手套（1980、1982－1984、1986）。傑克·莫里斯四度入選明星賽（1981、1984、1985、1987）、各拿過一次勝投王（1981年，14勝）與三振王（1983，232次）。莫里斯在老虎的期間曾連續11年擔任球隊開幕戰先發投手，為隊史紀錄，另外他在1980年至1989年間一共拿下162勝（生涯替老虎拿下183勝），是80年代全大聯盟勝投最多的投手。上述的這些球員都在80年代成為老虎的主力球員。
Sparky Anderson在1979年季中被老虎隊找來執教，他曾在1975至1976年兩度帶領國聯的辛辛那提紅人奪得世界大賽冠軍。不過他來到底特律的首年執教成績普通，老虎只拿下56勝50負，在分區以排名第五坐收。但在後來17年的帶領中還是幫助老虎兩次打進季後賽，並在1984年拿到隊史第四座世界大賽冠軍。

### 1984年：最近一次的世界大賽冠軍
1984年，老虎隊在Sparky Anderson的帶領下創下隊史最佳的104勝58負戰績。艾倫·崔默（Alan Trammell）整季有.314擊率，Kirk Gibson和捕手Lance Parrish分別敲出27發和33發全壘打。投手傑克·莫里斯（Jack Morris）投出了19勝，4月7日對白襪隊還投出隊史第五場無安打比賽。美聯冠軍賽中遭遇堪薩斯市皇家，Kirk Gibson繳出.417打擊率、1發全壘打和2分打點，幫助老虎三戰橫掃皇家並挺進世界大賽，他也獲選美聯冠軍賽的最有價值球員獎。
世界大賽的對手是第一次參賽的聖地牙哥教士。Larry Herndon在第一場比賽就從教士手中打出一發兩分砲，加上Morris的好投，很快就拿下第一場勝利。第二戰老虎先發投手Ed Whitson不穩，投不到四局就得先退場，總教練大膽啟用Dan Petry來投接下來的局數，結果成功壓制住教士的打線。後來Kurt Bevacqua打出致勝的三分砲，幫助老虎連兩場拿下勝利。雖然第三戰輸球，但後面兩場回到底特律都贏了下來，尤其在第五戰Kirk Gibson在八局下從教士隊後援投手「鵝」Rich Gossage手中擊出奠定比賽勝負的三分打點全壘打。最後老虎在主場以4-1擊敗教士並贏得當年的世界大賽冠軍，這是隊史第四冠，也是老虎最近一次拿到的世界大賽冠軍。游擊手艾倫·崔默獲選世界大賽MVP。
陣中的後援投手Willie Hernández該年出賽80場是全大聯盟最多，投出9勝3負、32次救援，防禦率僅1.92。這樣的表現使他以救援投手的身分得到賽揚獎，為老虎隊史第二位獲獎者。Lou Whitaker與Lance Parrish則得到銀棒獎。

### 1987年：20世紀的最後一次季後賽
球季開始後的前30場比賽，老虎的表現差強人意（11勝19負），但後來戰績扶搖直上，最後以98勝64負、2場的勝差贏過多倫多藍鳥，取得通往季後賽的門票。這年老虎團隊敲出225支全壘打，打線由捕手麥特·諾克斯（Matt Nokes，32轟、.289打擊率）、游擊手艾倫·崔默（Alan Trammell，205支安打、28轟、105打點，打擊率.343）與一壘手達蕾爾·艾文斯（Darrell Evans，34轟，99分打點）等人串起，先發投手傑克·莫里斯、Walt Terrell、Frank Tanana分別拿下18、17、15勝，季中用约翰·史摩兹向亞特蘭大勇士換得多伊爾·亞歷山大（Doyle Alexander）來補強輪值。雖然老虎隊失去了一位後來進入名人堂的傳奇投手，但亞歷山大來到老虎之後11場先發繳出9勝0負、1.53的防禦率，無疑是當年得以進入季後賽的重要交易。
在美聯冠軍賽遇到的對手是明尼蘇達雙城。老虎在這場系列賽的表現很差，每場比賽投手的失分都在5分以上，僅在第三場拿下勝利。最後以4-1遭雙城淘汰。

### 1990年代：經營權易主與「四隻幼虎時代結束」
自1987年爭奪季後賽失利後，老虎隊的陣容開始面臨一連串的重建。1989年在大牌球員幾近出走的情形下打出59勝103負的糟糕戰績，這是80年代戰績最差的一年。1990年老虎簽下前一年在日本職棒阪神虎打出38支全壘打的西索·費爾德（Cecil Fielder），他在該季擊出51支全壘打及132分打點，成為當年美聯的全壘打王與打點王，同時也是大聯盟自1977年George Foster後再有擊出50支全壘打以上的球員。1990年以79勝83負結束。季後在陣容年輕化的前提下，老虎選擇不再續留已效力長達14年的老投手傑克·莫里斯。
進入1991年戰績提升到84勝78負，可是還是與藍鳥的91勝有著極大的差距而無法進入季後賽。，1992年身為小凯撒披萨老闆的速食業大亨Mike Ilitch決定與他的合夥人、同時也是達美樂披薩創辦人的湯姆·莫內根（Tom Monaghan）共同買下老虎。
然而換了新老闆戰績還是沒有起色，1992的戰績只有75勝87負，反而還較前一年退步，這三年另一項值得眾人注意的是西索·費爾德連續三年都蟬聯打點王。1993年戰績提升到85勝77負，卻還是僅僅只在分區排名第三。
1995年在球隊只拿下60勝84負後總教練Sparky Anderson宣布退休，他在老虎17年的執教生涯中帶領球隊拿下1331勝，2000年他入選名人堂，背號11也在2011年退休。1996年季中老虎把西索·費爾德交易到紐約洋基，換來Matt Drews與Ruben Sierra。1996年球季老虎吞下了53勝109負，不過這使球隊拿到隔年的狀元籤，老虎指名了快速球可以超過100英里的麥特·安德森（Matt Anderson）。接下來的幾年戰績就沒有再達到五成以上。外野手Bobby Higginson算得上是90年代末老虎陣中唯一的一位看板球星，自1995年登上大聯盟後就一直待在老虎，生涯總共擊出1336支安打、187支全壘打與.272的打擊率，他在2005後退休。傳奇球星盧·惠特科爾（Lou Whitaker）與艾倫·崔默（Alan Trammell）分別在1995年與1996年後退休，正式宣告80年代的奪冠陣容結束。

### 2000年：啟用新主場
老虎隊原本的主場－老虎體育場（Tigers Stadium）建於1912年，位於市中心以西的Corktown。但是隨著底特律逐漸沒落，治安問題浮現，加上戰績不佳，使得球場看球人數日益減少。而且老舊的鐵皮屋建築、落後的硬體設備均已無法與當代大聯盟各隊的主場相比，且球場也無法進一步翻新。而剛好老闆Mike Ilitch於1992年買下老虎隊後便對興建新的球場抱持高度興趣。最終決定要在底特律市中心、鄰近福斯劇院與NFL底特律雄獅主場的附近興建一座新的球場。這項工程在1997年展開，由建築師戴维·洛克威爾（David Rockwell）設計。終於在2000年新球場完工，並將冠名權售予聯信銀行（Comerica Bank），新球場的名字於是便叫做聯信球場（Comerica Park）。新球場也標誌著底特律的新地標，對這座城市有著重要的象徵。
而老虎體育場的最後一場比賽則是在1999年9月27日舉行，老虎面對皇家以8：2贏球。在終結者Todd Jones一個再見三振下畫下完美句點。

### 2001年－2002年
2001年的戰績為66勝96負，在分區排名第四。這個球季的亮點是蝴蝶球投手史提夫·史帕克斯（Steve Sparks），他本季投出14勝9負、3.65的防禦率，8場的完投是美聯最多的。而1997年的選秀狀元麥特·安德森本季擔綱終結者，拿下22次救援點，可是防禦率卻是偏高的4.82。
2002年戰績退步到55勝106負分區墊底。陣中的指定打擊蘭德爾·西蒙（Randall Simon）繳出19支全壘打與.301的打擊率，為全隊最高；後援投手璜·阿賽維多（Juan Acevedo）則拿下28次救援成功，也使這季的牛棚稍有改善。

### 2003年：創紀錄的戰績
由總教練Alan Trammell帶領的老虎在這年創下前所未有的難堪紀錄，整季球隊竟然只拿了43勝，吞下119敗，這是老虎自創隊以來最不堪入目的成績，也是美國聯盟前所未有的記錄。團隊打擊率只有2成40，投手防禦率則高達5.30。陣中沒有一個先發投手防禦率在四以下，也沒有一位雙位數的勝投，Mike Maroth還很悲慘的吞下21敗。也因這年糟糕的戰績，刺激球團高層進行一連串改革，把老虎打造成一個往後在美聯有競爭力的球隊。

### 2004年－2005年
戴夫·唐布洛斯基（Dave Dombrowski）在2002年被聘請來擔任老虎的經理。雖然在來的頭兩年球隊都單季吞下百敗，可是自2004年開始他逐步完成了老虎的重建。先是與幫助邁阿密馬林魚在2003年奪下世界大賽冠軍的伊凡·羅德里奎茲簽下四年4,000萬美金的合約，同年再簽下內野手卡洛斯·紀廉（Carlos Guillén）。2005年季前又與前白襪的外野手馬吉里歐·歐多尼兹簽下五年8,500萬美金的合約，季中用Ugueth Urbina向費城人換取未來的先發二壘手普拉西多·波蘭柯。這兩季的重金簽約都使老虎在內外野的位置上得到完整的補強。除了簽下自由球員，他也不斷提拔自家農場培育出來的選手。包括賈斯丁·韋蘭德、費南多·羅尼、布蘭登·英吉、傑洛米·邦德曼（Jeremy Bonderman）、奈特·羅伯森（Nate Robertson）、喬·祖馬亞、柯蒂斯·格兰德森、拉蒙·聖地牙哥（Ramón Santiago）、奧馬爾·因凡特（Omar Infante）、克雷格·摩諾（Craig Monroe）與克里斯·薛爾頓（Chris Shelton）等好手，這些人在後來都成為老虎的主力球員。
2005年7月12日，卡邁利球場主辦了該年的美國職棒大聯盟全明星賽，是老虎自1971年後再次主辦明星賽，也是新球場啟用後的第一次。美聯最終以7：5擊敗國聯。2004與2005年的戰績雖然還是不佳，但也已較更早的前兩年改善許多，分別為72勝90負與71勝91負。2005年球季結束後與肯尼·羅傑斯簽下兩年1,600萬美金的合約，先發輪值的最後一塊拼圖終於完成。

### 2006年：美國聯盟冠軍
本季老虎聘請了在1997年曾帶領佛羅里達馬林魚拿下世界大賽冠軍的吉姆·李蘭（Jim Leyland）來接掌兵符。在經過一段漫長沒有特別表現的球季以後，2006年老虎的表現令人驚豔，他們成為一支在中區極具競爭力的球隊，同時戰績不斷緊咬著第一名的明尼蘇達雙城。不過在球季最後40場比賽，老虎的勝率不到五成。8月27日，在以7：1擊敗克里夫蘭印地安人後獲得今年的第83勝，這也是至從1993年以來，老虎再度獲得五成勝率。9月24日，老虎以11：4大勝堪薩斯市皇家，獲得至從1987年以來的季後賽門票。球季最後的5場比賽，老虎以5連敗結束，以1場勝差輸給雙城，無法拿下中區冠軍，但95勝67負是自1987年後再次奪得90勝的球季，並還是以外卡資格進入季後賽。在分區冠軍賽的對手為洋基，雖然第1場比賽輸給王建民領軍的洋基，但之後老虎3連勝淘汰洋基，順利晉級美國聯盟冠軍賽。在冠軍賽老虎的對手為運動家，老虎以4連勝橫掃對手，尤其第四戰還是靠馬吉里歐·歐多尼兹的再見全壘打晉級2006年世界大賽。在世界大賽老虎的對手為聖路易紅雀，而老虎在這個系列賽表現不佳，最後以1勝4敗無緣拿下世界大賽冠軍。
這個球季的亮點主要都在投手。首先是喬·祖馬亞在季中投出104mph的快速球，一舉刷新大聯盟測速槍在比賽問世以來的最快紀錄。(2010年被紅人隊的阿羅鲁迪斯·查普曼以105mph打破，不過大聯盟官方未正式承認查普曼的紀錄)，新秀賈斯丁·韋蘭德以17勝9負、3.63的防禦率獲得新人王。總教練吉姆·李蘭因為他帶領老虎重返睽違多年的季後賽，獲得了美聯最佳總教練獎的殊榮。

### 2007年
這年的戰績是88勝77負，最後在分區排名第二無緣季後賽。陣中有兩名打者蓋瑞·雪菲爾及柯蒂斯·格兰德森創下「20轟、20盜」的紀錄。馬吉里歐·歐多尼兹以3成63的高打擊拿下當年的打擊王與銀棒獎。賈斯丁·韋蘭德在6月12日面對密爾瓦基釀酒人時投出他生涯第一場、也是隊史第六場的無安打比賽。

### 2008年：獲得米格爾·卡布瑞拉
米格爾·卡布瑞拉是老虎的前任總管戴夫·唐布洛斯基（Dave Dombrowski）生涯最經典且成功的一項交易。2007年12月5日，馬林魚將卡布瑞拉與先發投手唐崔利·威利斯交易至底特律老虎，換來投手安德魯·米勒、Dallas Trahern、Burke Badenhop、Eulogio de la Cruz、卡麥隆·梅賓以及Mike Rabelo。2008年3月22日，卡布瑞拉又再與老虎達成八年1億5330萬美金的延長合約，這是棒球史上第四大的合約。
而卡布瑞拉到老虎的第一個球季表現就不凡，貢獻37支全壘打與127分打點，拿下生涯第一個的全壘打王。不過這年球隊倒是打出近兩年來最差的戰績－74勝88負，使球隊分區墊底。季中也把合約只剩一年的伊凡·羅德里奎茲交易到洋基隊，換取凱爾·方斯沃斯（Kyle Farnsworth）來補強牛棚，可是方斯沃斯來到老虎之後的表現卻不盡理想。

### 2009年：加賽
一開始老虎一度在中區保持第一名的領先。可是到了球季後段卻開始下滑，這使得雙城急起直追。例行賽最後一天(10月6日)與雙城的加賽，將決定老虎能否進入季後賽。結果在延長賽12局下半雙城擊出再見安打，使老虎以86勝77負失望的結束今年球季。球季結束後球團決定將三振率過高的柯蒂斯·格兰德森交易到洋基換取頗具腳程的小聯盟球員奧斯丁·傑克森與後援投手菲爾·科克，再用艾德温·杰克森從響尾蛇得到先發投手麦斯·薛泽與左投手Daniel Schlereth。賈斯丁·韋蘭德在今年以19勝、269次奪三振拿下他生涯第一個勝投王與三振王。

### 2010年：「老虎之聲」與世長辭
厄尼·哈維爾無疑是老虎隊最具代表性的播報員。自1960年開始到2002年都在為老虎隊轉播球賽（除1992年曾短暫離開工作崗位）。他曾歷經過兩次老虎隊奪得世界大賽冠軍的光輝歲月（1968年與1984年），也見證過舊老虎體育場的興衰。2009年他在美國運動播報員聯盟（American Sportscasters Association）票選出史上最佳50名播報員中排名第16名。該年5月4月他與世長辭，享年92歲。哈維爾出身喬治亞州，播報風格中帶著極為濃厚的美國南方口音。例如在念老虎隊的隊名時，他會將Tigers念作「Ti-guhs」，他所留下的許多轉播經典名句當屬「老虎現在需要馬上得分（The Tigers need instant runs）」。而傳奇總教練Sparky Anderson也在同年11月3日去世。
季前以兩年1400萬美金簽下後援投手荷西·瓦尔韦德，再用一年800萬美金簽下前一年幫助洋基奪冠的强尼·戴蒙。本季老虎戰績表現平平，以81勝81負在中區第三名坐收。不過前一年交易過來的奧斯丁·傑克森菜鳥年完整出賽表現就不俗，該季他擊出181支安打、27次盜壘與.293的打擊率。米格爾·卡布瑞拉以126分打點拿到他生涯第一個打點王，並榮獲一壘手銀棒獎。而值得注意的是在6月2日主場面對克里夫蘭印地安人時，老虎的投手阿曼多·賈拉拉加只差最後一個人次即可投出完全比賽，最後一名打者Jason Donald擊出了一記一壘方向滾地球，米格爾·卡布瑞拉接到球後傳給補位的賈拉拉加，眼看完全比賽將要達成，一壘審Jim Joyce卻比出了安全上壘的手勢，頓時之間老虎球場的球迷都鴉雀無聲。事後經慢動作重播證明了這是一個誤判，可是由於當時大聯盟尚未採用重播輔助判決，這場比賽也成為「幾近成功」的完全比賽。不過賈拉拉加事後並沒有怪罪Jim Joyce，並在隔天的比賽被總教練安排為擔任主審的Joyce遞送攻守名單，成為當時的一段美談佳話。

### 2011年：第一個分區冠軍
開季前球隊簽下前紅襪捕手維克多·馬丁內斯，考慮他的腳有傷，且要給新秀Alex Avila擔任捕手上場的機會，決定讓他專心打指定打擊，並和前光芒的牛棚投手Joaquín Benoit簽下三年的合約。球隊在731前從水手用Casper Wells、Charlie Furbush、Francisco Martinez與Chance Ruffin換回先發投手道格·費斯特（Doug Fister），他來老虎前僅3勝12負，到球隊後繳出8勝1負、自責分率1.79的成績。08月15日時老虎又把Cole Nelson和Lester Oliveros交易到雙城隊，換回外野手戴蒙·楊恩（Delmon Young）。Doug Fister在9月17日先發8局只失1分，幫助老虎在客場以3比1擊敗運動家，拿下老虎改組至美聯中區後的第一個分區冠軍。在美聯分區賽老虎以3勝2敗淘汰洋基，可是在美聯冠軍賽以2勝4敗不敵遊騎兵遭到淘汰而無緣挺進世界大賽。
陣中表現最佳的無疑是投手賈斯丁·韋蘭德，他於5月7日在客場面對多倫多藍鳥時投出生涯第二場無安打比賽。最後整季共投出24勝，在21世紀還有這種表現的要追溯到2002年亞利桑那響尾蛇的藍迪·強森。他在球季結束後拿到賽揚獎、三振王（250）、勝投王（24勝）和防禦率王（2.40）。米格爾·卡布瑞拉則以.344的打擊率拿下他生涯第一個打擊王。捕手Alex Avila以19支全壘打、.295的打擊率拿到銀棒獎。荷西·瓦尔韦德單季49次救援機會全數成功，獲得美聯最佳救援投手獎。

### 2012年：美聯冠軍
季前老虎因為Victor Martinez整季報銷而缺少一些火力，改由戴蒙·楊恩（Delmon Young）頂替他原本指定打擊的位子。再從自由球員市場得到大魚-普林斯·菲尔德（Prince Fielder），而他的父親西索·費爾德（Cecil Fielder）過去在1990~1996年也曾效力過老虎。而該球季美聯中區一直呈現老虎和白襪互咬的情景（其他三隊開季就打得不好），7月22日老虎用Jacob Turner、Rob Brantly、Brian Flynn向邁阿密馬林魚交易來先發投手Aníbal Sánchez與奧馬爾·因凡特（Omar Infante），這使得球隊不論在輪值與打線上都增加不少深度。白襪球季最後幾個禮拜因持續連敗讓老虎連續兩年獲得美聯中區冠軍。分區賽碰到2006年美聯冠軍賽的對手奧克蘭運動家。前兩戰老虎隊都在主場贏球，後兩戰運動家則拿下兩勝。第五戰老虎派出去年投手三冠王和美聯MVP賈斯丁·韋蘭德先發，最後韋蘭德以九局無失分的好投幫助老虎淘汰運動家。接下來老虎在美聯冠軍賽中以直落四橫掃洋基隊，繼2006年後再度挺進世界大賽。可惜被巨人橫掃而無緣拿下冠軍。
球季結束後，米格爾·卡布瑞拉成為繼繼1967年紅襪隊Carl Yastrzemski後再能有打擊三冠王頭銜的球員(全壘打44支、打點139分、打擊率.330)，並獲得年度MVP。而賈斯丁·韋蘭德則以239次三振拿下三振王，並有望連兩年贏得賽揚獎，但在防禦率和勝場數上都輸給光芒隊的大衛·普萊斯，因此無緣連兩年獲得賽揚獎。

### 2013年：中區3連霸
這年底特律發生了一些變動，那就是在7月18日時宣布破產。不過這顯然並沒有對老虎隊造成任何影響，根據ESPN的統計，本季老虎隊主場的平均進場看球人數還有38,066人（聯信球場當年的總座位是41,255），全年總進場人次更是高達3,083,397人次，在大聯盟排名第六。
在開季前老虎以兩年合約簽下老將托利·杭特補強外野。731交易大限前，老虎用投手Brayan Villarreal向紅襪交易來年輕游擊手荷西·伊格萊西亞斯，他後來多次為球隊貢獻重要的守備，再用Danry Vasquez為代價向太空人隊交易來Jose Veras，進一步補強他們的牛棚。9月27日的比賽攸關老虎能否連續3年在美聯中區封王，結果Max Scherzer主投7局無失分，加上Austin Jackson、Torii Hunter開賽的連續安打搶下寶貴的1分，終場老虎就以1比0完封雙城並連續三年在美聯中區稱霸，同時也甩開了同區的印第安人挺進季後賽，這年的戰績為93勝69敗。分區系列賽遭遇到去年對手奧克蘭運動家，雙方在系列賽戰前四場一度戰成2比2平手，不過老虎靠著賈斯丁·韋蘭德8局10次三振的好投與米格爾·卡布瑞拉的兩分打點全壘打在第五戰淘汰運動家並成功挺進美聯冠軍賽。
在美聯冠軍賽碰上的是波士頓紅襪。第一場由Aníbal Sánchez主投，結果他在第一局投出4次三振（包含三次三振加上一次不死三振），他還投出6局的無安打比賽，但因為只有一分領先，所以後面的比賽由牛棚接手。雖然九局下紅襪打出全場唯一一支安打，還是讓最後的出局者擊出一個內野高飛球，老虎因此以1比0一安打完封對手旗開得勝。但第二場卻錯失奪勝機會，八局下仍5比1領先的老虎面對「老爹」David Ortiz被擊出追平滿貫砲，九下再被Jarrod Saltalamacchia敲出再見安打輸球。
第三場回到底特律，賈斯汀·韋蘭德雖然全場只失一分，球隊卻以0：1遭完封。第四戰雖然靠著Doug Fister的好投贏球，可是第五戰又被紅襪扳回一城。第六戰回到波士頓，進入七局下半老虎仍以2比1領先，一出局一三壘有人時麦斯·薛泽（Max Scherzer）讓打者擊出一個眼看要雙殺的滾地球，結果游擊手伊格萊西亞斯發生失誤，搞成滿壘。緊急接替的Jose Veras被Shane Victorino打成左外野方向的超前滿貫砲。最終老虎以2勝4敗不敵紅襪無緣挑戰世界大賽冠軍，這也是老虎近3年來第二度在美聯冠軍賽遭到淘汰。
球季結束後投手Max Scherzer贏得賽揚獎與勝投王（21勝），另一位先發投手Aníbal Sánchez則以2.57的防禦率贏得美聯防禦率王，他還在4月26日對勇士隊主投八局送出驚人的17次奪三振拿下勝投，超越Mickey Lolich成為隊史紀錄。米格爾·卡布瑞拉則連兩年拿到最有價值球員獎，這是老虎隊史第一次，連三年都有球員贏得年度最有價值球員獎（2011年的賈斯丁·韋蘭德、2012和2013年的卡布瑞拉）。

### Jim Leyland時代結束和2014年的分區四連霸
2013年10月22日，帶兵8年的火爆教頭Jim Leyland宣布請辭，由曾是老虎隊球員的Brad Ausmus接掌兵符。
11月，老虎把表現不如預期的普林斯·菲尔德交易給遊騎兵隊，換到明星二壘手伊恩·金斯勒。12月4日再把先發投手Doug Fister交易到華盛頓國民，換得潛力左投Robbie Ray在內的4位小聯盟新秀。接著再找到喬巴·張伯倫和喬·內森來完成牛棚的確強，並簽下前藍鳥隊的快腿外野手Rajai Davis。
季中球隊為了補強牛棚，送出Jake Thompson與Corey Knebler到遊騎兵來換得乔金·索里亚。7月31日再將表現不出色的Drew Smyly送到光芒隊並得到他們的王牌投手大衛·普萊斯，再把外野手Austin Jackson交易到水手，完成了一筆三方交易。
例行賽最終戰關係老虎能否甩開皇家取得中區封王資格，先發投手David Price主投7.1局無失分，加上Joba Chamberlain、Joe Nathan合力守住勝果，終場以3比0擊敗雙城，以90勝72負的戰績完成美聯中區4連霸。
然而縱使老虎擁有近三年的賽揚獎得主（David Price、Max Scherzer、Justin Verlander），在分區系列賽與金鶯的前兩戰，老虎的牛棚都救援失敗，最後以直落3慘遭橫掃。
投手瑞克·波瑟羅此季生涯首次單季投超過200局，拿到15勝。Max Scherzer以18勝連續兩年拿下勝投王，他在季後選擇投入自由球員市場。季初簽下的外野手J.D.馬丁內斯（J.D Martinez）打出23發全壘打、76分打點與.315的打擊率，堪稱本季老虎隊最佳的投資。Víctor Martínez擊出團隊最多的32發全壘打及最高的.335打擊率，獲得指定打擊銀棒獎。而被看好有望連三年拿下美聯MVP的Miguel Cabrera本季只打出25發全壘打，這是他7年來首次單季全壘打沒有在30發以上。不過季末老虎又與卡布瑞拉簽下10年2億9200萬美元的天價合約。

### 2015年球季
老虎在2014球季結束後一度被認為無法留下重砲Víctor Martínez，但最後Martínez還是以四年6800萬美金續留。由於主力先發投手Max Scherzer轉戰國民，於是老虎送出送出內野手Eugenio Suarez與投手Jonathon Crawford跟紅人交易來先發投手Alfredo Simon。再與洋基、響尾蛇三方交易，先將潛力左投Robbie Ray交易到響尾蛇，再從洋基得到投手Shane Greene；再將投出生涯年的瑞克·波瑟羅交易到紅襪，得到了後援投手Alex Wilson與「古巴巨砲」Yoenis Céspedes。牛棚方面則簽回了Joba Chamberlain。
開季老虎的戰績相當不錯，但後來卻開高走低。這促使球隊開啟重建，先在7月將陣中王牌David Price被送到藍鳥，換回Daniel Norris、Matt Boyd、Jairo Labourt，又把Joakim Soria交易到海盜，換回JaCoby Jones、把Yoenis Céspedes送到大都會，換回Luis Cessa與Michael Fulmer。。8月5日，球隊老闆Mike Litch把任職11年的總管Dave Dombrowski給開除，改由陣中捕手Alex Avila的父親Al Avila擔任。
球季結束後以74勝87負的戰績自2008年後再次於分區墊底。Miguel Cabrera以.338的打擊率奪得打擊王與銀棒獎。J.D馬丁尼茲也得到外野銀棒獎。

### 2016年：重新振作的球季
2015年在分區墊底讓老虎隊的老闆Mike Ilitch非常不滿意，季後信誓旦旦地指出：「就算必須繳交『豪華稅』（大聯盟規定球隊若超過當年團隊薪資上限就必須要被課徵的稅），也要得到世界大賽冠軍！」，於是便從自由球員市場積極展開一連串補強。
先以5年1億1000萬美金的合約簽下前國民的乔丹·齐默尔曼來加深輪值。為了解決長久以來的牛棚問題，他們又在12月和釀酒人以小聯盟內野手Javier Betancourt換得終結者法蘭西斯科·羅德里奎茲。接著又陸續向洋基換來後援投手賈斯汀·威爾森與簽下Mark Lowe補強牛棚；又以兩年合約簽下Mike Pelfrey完成先發輪值。再和勇士以投手Ian Krol為代價換來具有腳程的外野手Cameron Maybin，而Maybin過去就是老虎農場培育的選手，他是在2007年Miguel Cabrera的交易案中被換去馬林魚的。而最大的補強就是以六年一億3000萬美元的合約得到長打能力極佳的明星外野手贾斯廷·厄普顿（Justin Upton）。
本季老虎的戰績其實不差，但是同分區的克里夫蘭印地安人卻在同年崛起，且自從印地安人在季中一陣14連勝高潮後，他們就再也沒有從第一名的位置上掉下來過，這也使老虎即使在7月25－8月3日間拉出一陣8連勝氣勢，也無法撼動印地安人的排名。而到了9月老虎其實還是美聯外卡名單上前兩名的角逐者，卻在幾個重要的系列賽中失利。而球季尾端作客亞特蘭大勇士的對戰更是攸關老虎能否奪下外卡席次的一次重要系列賽，結果老虎只贏了第一場，後面兩場均輸球。在隨著藍鳥、金鶯同日贏球之下，老虎失望的結束這個球季，以86勝75負、分區第二名的成績作收。
而老虎的牛棚本季表現依舊糟糕，季中有好幾場原本領先的比賽都在後段被上來接替的牛棚給搞砸。倒是先發投手中邁克·法瑪（Michael Fulmer）表現精彩，他在季中曾連續33.1局無失分，是老虎隊史菜鳥投手的新紀錄，季後他也奪得美聯新人王。而前兩季表現不佳的賈斯丁·韋蘭德本季重新找回身手，戰績16勝9負、以254次奪三振贏得生涯第四座三振王，負擔227.2局與3.04的防禦率也在美聯排第二。最受人矚目的就是在於他能否奪得生涯第二座賽揚獎。結果在票選上僅以5分差距輸給了紅襪隊的前隊友瑞克·波瑟羅。
Miguel Cabrera則再次獲得銀棒獎，Ian Kinsler則獲得二壘金手套獎。

### 2017年：再次重建與虎王離隊
隨著連兩年前進季後賽失利，老虎在本季宣布將要縮減團隊薪資，將展開重建。先在2016年11月3日將外野手Cameron Maybin交易到天使，換取小聯盟投手Victor Alcantara。接著便開始積極醞釀兜售主力外野手J.D馬丁尼茲與二壘手伊恩·金斯勒的交易，因為這兩位球員的合約都將要到期。甚至連陣中薪資最高的兩位看板球星——賈斯丁·韋蘭德與米格爾·卡布瑞拉也一度成為可以交易的對象。
不過縱使本季球團打著重建、年輕化的口號，季初卻也並沒有真正的大破大立。12月29日先簽下2016年整季沒出賽的後援投手Edward Mujica。聖誕節時又以一年合約找回捕手Alex Avila，接著又與Omar Infante簽下小聯盟合約，這兩位球員之前都效力過老虎。然後在1月20日與光芒交易來外野手Mikie Mahtook。雖然開季之後老虎隊的戰績一度不差，但到了六月才逐漸確定今年要進入重建期。6月23日時先將頻頻砸鍋的法蘭西斯科·羅德里奎茲給釋出；7月18日將看板球星J.D馬丁尼茲交易到響尾蛇隊，換得小聯盟選手Dawel Lugo、Sergio Alcantara與Jose King；731交易大限前再將賈斯汀·威爾森與季初回鍋的Alex Avila交易到芝加哥小熊，換回Jeimer Candelario與Isaac Paredes。831大限前更將在陣中已效力13年的王牌投手賈斯丁·韋蘭德交易到休士頓太空人，換回Franklin Perez、Daz Cameron以及Jake Rogers，另外合約才走到第二年的外野手贾斯廷·厄普顿也被交易到天使，換回Grayson Long。
開季前老虎隊全體變面臨重大打擊，總裁Mike Ilitch於2月10日逝世，生前無緣見證老虎奪冠。而老虎本季也受到一些球員實力退化拖累戰績，陣容幾近全面洗牌的老虎本季以64勝98負繼2015年後再次於分區墊底，同時也是大聯盟最差的戰績。
球季結束後，老虎隊共有兩名退休球員受資深委員會的票選進入名人堂，他們分別是Jack Morris與Alan Trammell，老虎也宣布將在隔年的八月將他們的47號與3號球衣退休。

### 2018年
2017年的冬季，老虎開始將陣中有交易價值的球員清出，12月31日他們將明星二壘手伊恩·金斯勒交易給天使，換回小聯盟球員Wilkel Hernandez與Troy Montgomery。季前老虎分別和麥克·菲爾斯與弗朗西斯科·利瑞安諾簽下一年短約，補強先發輪值。由於已完全進入重建期，老虎在今年球季大量使用新人作為先發陣容。這年以64勝98負的成績作收，在分區排名第三。
這年的老虎隊握有狀元籤，他們在選秀會選中Casey Mize這位大二的投手，簽約金額約723萬美元，這也讓老虎過去貧弱的農場得到改善。
球季結束後，陣中老將維克多·馬丁內斯決定退休，總計他在老虎的七年期間，共擊出1033支安打、115支全壘打、540分打點，平均打擊率.290，共三次幫助老虎打進季後賽。

### 2019年
已經完全進入重建期的老虎在新球季並沒有做太多大補強，不過他們還是在12月時簽下麥特·摩爾與泰森·羅斯（Tyson Ross）這兩位頗具經驗的投手來補強輪值。由於當家游擊手荷西·伊格萊西亞斯成為自由球員，老虎決定找來前海盜隊的Jordy Mercer來成為新球季的游擊手。另外他們還從海盜隊簽下喬許·哈里森。3月19日，球隊先發投手麥可·富爾默動了TJ手術整季報銷。而該年球季他們只拿下47勝114敗，是繼2003年的43勝119敗後隊史最差戰績。他們也拿下了2020年選秀的狀元籤。

### 2020年
在連續三年與季後賽無緣後，執教13年的名教頭Ron Gardenhire因身體因素決定退休，之後比賽改由板凳教練洛伊德·麥克林登代掌兵符。

### 2021年
老虎正式任命前太空人總教練AJ Hinch為下一任老虎教頭，接替洛伊德·麥克林登和身體因素決定退休的Ron Gardenhire。

## 花絮及流行文化
- 1917年的無聲電影《在喬治亞的某個地方》（Somewhere in Georgia）由當時老虎的明星球員泰·柯布主演，講述的是在喬治亞（這剛好也是柯布的故鄉）的某個有棒球天賦的銀行職員故事。這部電影片長30分鐘，可惜的是並沒有任何影像及印刷品能保留至今。
- 1935年的冬天，日本的阪神鐵道公司（今日的阪神電氣鐵道）決定要組織一支位於大阪的職棒球隊，並向公司的員工徵詢意見。最後是由事業課勤務部門的松原三郎所提出的「虎」當選。採納的理由是當年MLB的世界大賽冠軍正是底特律老虎，這個名字聽起來很強。而這支日職球隊也就是阪神虎了。
- 1983年時迪士尼頻道製作了一個名為《虎鎮》（Tiger Town）的電視電影，由羅伊·謝德與賈斯汀·亨利主演。故事講述一位因年齡增長而表現退化的老虎隊球員Billy Young與小球迷Alex之間的情誼。而在這部電影播出的隔年，老虎也於世界大賽中擊敗教士，拿下冠軍。
- 1980年至1988年由湯姆·謝立克（Tom Selleck）擔綱主演、哥倫比亞廣播公司（CBS）頻道播映的全球當紅熱門犯罪與偵探情節電視劇《夏威夷神探》（Magnum, P.I.），描述前美國海軍三棲特戰隊（海豹部隊）退伍上尉湯馬士·麥格農（Thomas Magnum）受暢銷推理與探險小說家羅賓·邁斯特斯（Robin Masters）委託擔任其位於夏威夷歐胡島宅邸的保全系統顧問，同時也從事私家調查員的工作，接受來自夏威夷眾島嶼上四面八方客戶的委託任務。劇中主角Magnum為底特律老虎隊狂熱死忠支持球迷與棒球愛好者，頭上經常戴著底特律老虎隊球帽。
- 1992年由湯姆·謝立克（Tom Selleck）擔綱主演、環球影業發行上映的電影《棒球先生》（Mr. Baseball）；內容描述曾為大聯盟紐約洋基熱門明星打擊選手的傑克·艾略特（Jack Elliot），因為持續表現不佳而被分派到日本職棒中日龍後，經歷美日文化衝突體驗與一番努力重振後，表現出色，打出輝煌成績，幫助球隊贏得日本職棒聯盟冠軍決賽，最終與日本教練女兒結婚，並順利重返美國大聯盟擔任底特律老虎隊指導教練的故事。
- 1994年上映的電影《柯布傳奇》（COBB），是改編自艾爾‧史坦布（Al Stump）所寫的書「柯布傳」（Cobb: A Biography）一書，內容講述的是史坦布為了編寫柯布的傳記，去接觸晚年柯布所發生的一系列故事。不過不論是書籍還是電影裡所描述的柯布都與現實生活中有很大的差別。例如在現實中柯布其實不是種族主義者、他支持黑人打職棒、他其實沒殺過人等等...。而史坦布也在後來被發現他為了利用柯布的事搞大新聞而編造許多不實的謊言。
- 1999年由山姆·雷米執導的愛情電影《往日柔情》（For Love of the Game）是近年來有關老虎隊最著名的電影，由凱文·科斯納與凱莉·普林斯頓主演。故事講述的是原本為老虎隊王牌投手的Billy Chapel在球員生涯的最後階段是如何在打球與感情中做出抉擇。而這部電影其實是翻拍自Michael Shaara所寫的同名小說。Shaara在1988年時辭世，這本小說是在1991年時由他的兒子Jeffrey Shaara所整理發表的。
- 根據《往日柔情》電影劇情顯示，Billy Chapel在他生涯最後一場出賽面對紐約洋基前，他該季的戰績為8勝11敗、防禦率3.55、負擔211局投出111次三振，保送數98次。而他在電影裡所穿的14號背號在那個年代的現實生活中，是由終結者麥特·安德森（Matt Anderson）所擁有的。
- 從小在底特律長大的饒舌歌手Eminem在他的一些作品中也出現跟老虎隊有關的文化。例如2009年在《Beautiful》的MV中就出現正被怪手拆除的Tigers Stadium舊主場及頭戴老虎隊球帽的小球迷。2015年1月的《Detroit Vs. Everybody》MV中則出現聯信球場及其外環的老虎石雕像。
- 老虎隊在超過100年的隊史中並沒有與特定的球隊樹立特別明顯的世仇關係，不過在世界大賽中老虎因為曾多次遭遇芝加哥小熊及聖路易紅雀，且都各有勝負，因此這些組的對戰至今仍相當引人注目。同分區的印地安人隊因為距離底特律較近，所以兩隊的球迷之間的競爭非常熱烈。2013年8月7日的比賽算是最近兩隊風波較大的一次鬥爭，由於當年老虎的排名一直在首位，這讓第二名的印地安人追起來特別吃緊。在這場作客的比賽後段由於老虎比數仍在落後，許多觀眾席上的老虎球迷不斷奮力喊著：「Let's go tigers...！」結果老虎在第九局時追平，這讓惱火的印地人球迷拿出當年底特律破產的事件出來揶揄，並喊著「底特律破產了！」的口號回擊。這些聲音透過當時的電視轉播蔓延開來，也引起許多媒體對印地安人球迷拿底特律財務的問題做為口號進行批評。最後在延長賽14局老虎以6：5擊敗印地安人。
- 老虎現在的球隊官方吉祥物是一隻名叫「爪子」（Paws）的老虎，牠是在1995年5月5日這天首次亮相的。牠總是穿著老虎主場的黑白色球衣，頭戴老虎隊球帽，背號是「00」。根據球團官方的說法，「爪子」出生在底特律，興趣是參觀學校、底特律的商場百貨及收集棒球卡，牠最喜歡的度假地點是佛羅里達州的萊克蘭，這裡也是老虎隊春訓時的基地。
- 作為生產汽車的大城底特律來說，老虎隊與汽車文化沾上的關係鐵定不會少。早在1910年老虎隊就與當地車廠雪佛蘭建立良好的合作關係，當年雪佛蘭就因為要贊助打擊王一台車子而使泰·柯布拚出.383的打擊率。2010年在阿曼多·賈拉拉加挑戰完全比賽因誤判而失利後，雪佛蘭為了獎勵決定贈送一台油電混合的超跑給他。而之前球隊的王牌投手賈斯汀·韋蘭德是個喜歡收藏汽車的人，他名下也有一輛雪佛蘭贈送的美式肌肉車。現在老虎主場的外野看台都會定期展示幾輛車，儼然成為球賽中的活廣告。
- 在復古球衣日時老虎會穿著有「底特律之星」的隊服出賽，這是為了向舊時代的黑人聯盟球員們致敬。

## 棒球名人堂球员
- 泰·柯布
- 漢克·格林伯格
- 艾爾·卡萊恩
- 斯帕齊·安德森（Sparky Anderson）
- 傑克·莫里斯
- 艾蘭·川默

## 退休号码
- 1 盧·懷泰克
- 2 查理·蓋林傑
- 3 艾蘭·川默
- 5 漢克·格林伯格
- 6 艾爾·卡萊恩
- 11 斯帕齊·安德森
- 16 哈爾·紐豪瑟
- 23 威利·霍頓（Willie Horton）
- 42 傑基·羅賓森（全美國職棒大聯盟隊伍共同退休號碼）
- 47 傑克·莫里斯

背號時代前退休與其他
- 泰·柯布
- 哈利·海爾曼
- 海尼·曼納許
- 休伊·詹寧斯（Hughie Jennings）（總教練）
- 山姆·克勞佛
- 米奇·寇克蘭
- 喬治·凱爾
- 厄尼·哈維爾（播音員）

## 附属小联盟球队
- AAA：托利多泥鸡 (Toledo Mud Hens), 国际联盟 (International League)
- AA：伊利海狼 (Erie Sea Wolves), 东方联盟 (Eastern League)
- 高階A：西密西根白帽 (West Michigan Whitecaps), 佛羅里達联盟 (Florida State League)
- A：湖地市飛虎 (Lakeland Flying Tigers), 中西联盟 (Midwest League)
- 短期A：安尼安塔老虎 (Oneonta Tigers), 紐約-宾州联盟 (New York-Penn League)
- 菜鳥聯盟：GCL老虎 (GCL Tigers), 湾岸联盟 (Gulf Coast League)